# Berhampur
Berhampur – miasto w Indiach, w stanie Orisa. W 2011 roku liczyło 356 598 mieszkańców.